# شک دکارتی

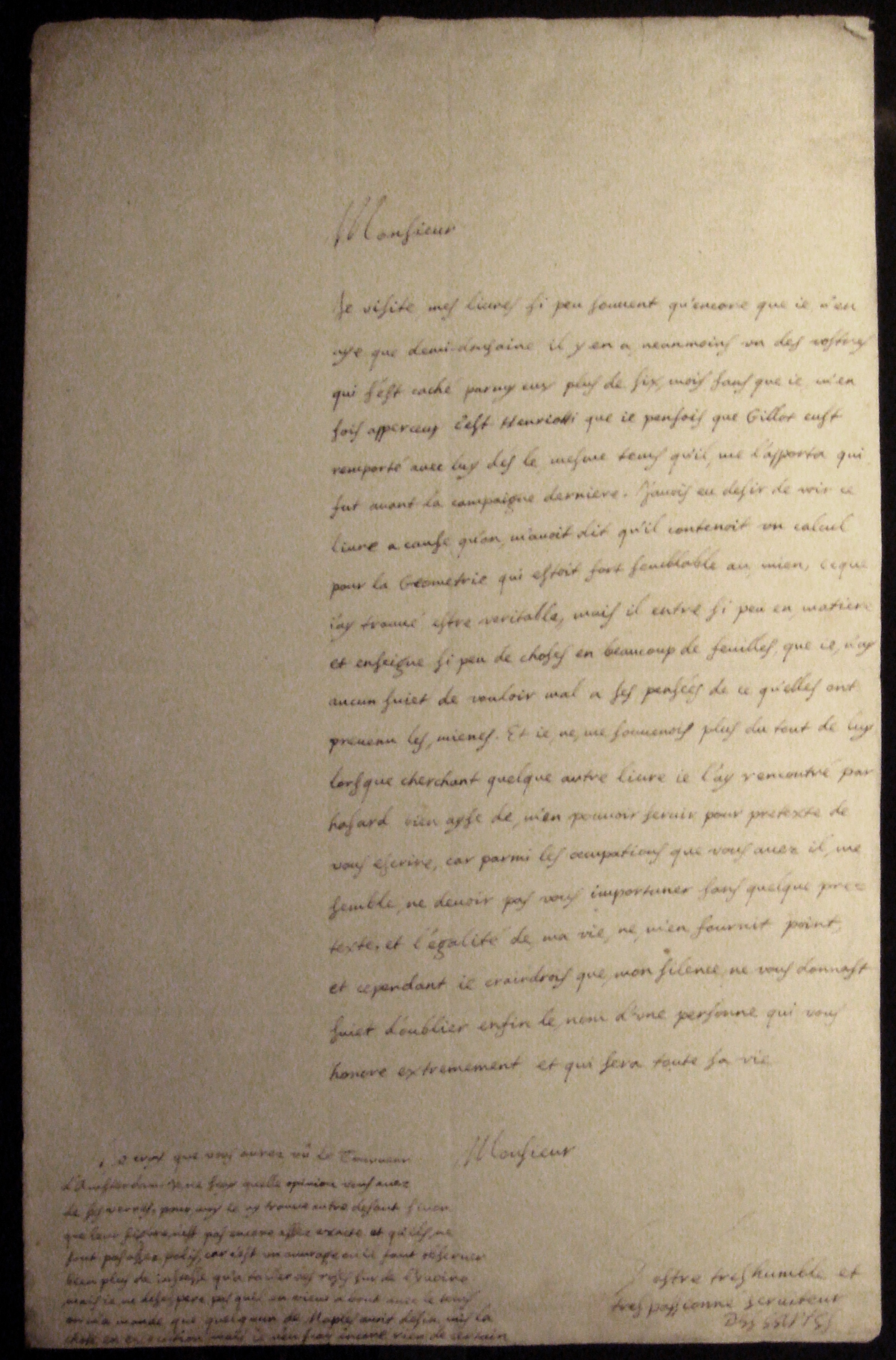
یکی از دست نوشته‌های دکارت، دسامبر ۱۶۳۸

شک دکارتی (به انگلیسی: Cartesian doubt) شکی است که بنای فلسفه رنه دکارت بر آن نهاده شده‌است.

## توضیح شک
این شک رنه دکارت ، مبتنی بر آن است که انسان به‌طور شک دستوری و سیستماتیک در همه چیز شک کند و تنها چیزی که در آن شک نکند شک در شک کردن است. یعنی بالاخره یک «من» وجود دارد که شک می‌کند و در این من شکاک نمی‌توان شک کرد. از این نقطه فلسفه دکارت آغاز می‌شود و این اندیشه شکاکانه وی را که به ادعای او زیربنای یقین‌های فلسفه اوست در جمله «می‌اندیشم پس هستم» و «شک می‌کنم پس هستم» که به کوگیتو، کوژیتو و کوجیتو معروف است تبلور یافته‌است.

## تأثیرات شک دکارتی
شک دکارتی تأثیرات زیادی در تاریخ و اندیشه غرب ایفا نموده و به ویژه در نوع نگرش فلاسفه و نیز تحول در رنسانس مؤثر بوده‌است.

## نقدهای وارد بر شک دکارتی
چه در غرب و چه در بین اندیشمندان مسلمان نقدهای زیادی بر شک دکارت که دارای مغالطه‌هایی چون دور و تحصیل حاصل است وارد گشته و خود دکارت در تاملات سعی در جواب دادن این اشکالات دارد و توجیهاتی را نیز بیان داشته‌است.

### نقدمطهری
مرتضی مطهری در نقد شک دکارت می‌نویسد: «قطع نظر از همه ایراداتی که از طرف ما و دیگران بر این روش وارد شده اساساً انتخاب این راه برای نقطه شروع فلسفه متضمن فائده‌ای نیست زیرا که به اعتراف خود دکارت شک وی در همه چیز سوای وجود خویشتن شک واقعی و حقیقی نبود بلکه شک دستوری و فرضی بود و البته ممکن نیست که کسی بتواند در یقینیات فطری خویش که جبراً و اضراراً به آن‌ها اذعان دارد واقعاً شک کند و بقول پاسکال «شکاک واقعی وجود ندارد» و حتی سوفسطائی‌ترین افراد نیز طبق فطرت ادراک و اراده خویش در عمق ذهن خود به بسیاری از حقائق جزما اعتراف دارد... بنابراین اینکه دکارت می‌گوید: «در هر چیزی اگر شک کنم خواهم گفت ولی در خود اندیشه نمی‌توانم شک کنم» جز یک بیان شاعرانه چیزی نیست.
مطهری در نقد دیگری می‌نویسد: اگر کسی شک را مبنا قرار دهد نمی‌تواند از آن به حقیقت برسد؛ زیرا هرچه را بخواهد به عنوان زیربنای گزاره‌های معرفتی خود قرار دهد در معرض شک واقع می‌شود (یعنی در آن هم شک خواهد کرد)؛ بنابراین عبور از شک و رسیدن به حقیقت برایش غیرممکن می‌شود؛ لذا اشکال دیگری که به شک دکارتی می‌کنید این است که اگر واقعاً دکارت از شک شروع کند چگونه می‌خواهد من می‌اندیشم را ـ که مبنای خروج او از شکَّش است ـ اثبات کند؛ زیرا در همین من می‌اندیشم نیز باید شک کند تا واقعاً از شک شروع کرده باشد و وقتی در آن شک کرد چگونه می‌خواهد از آن به حقیقت برسد.(پاورقی اصول فلسفه و روش رئالیسم، انتشارات صدرا، چاپ سوم، ج۳، ص۲۷ و ۲۸. و ج۲، ص۶۷ و ۶۸.)

### نقددینانی
دکتر دینانی می نویسد: شک بر دو نوع است: شک واقعی و دستوری. شک غزالی، شک واقعی بود. او در همه چیز، خدا و پیامبر شک کرد و نیمه شب همه چیز را رها کرد. این حالت دو ماه در وی طول کشید به حسب حال نه به حسب مقال. او سه روز در مناره مسجد دمشق معتکف شد. غزالی می‌گوید که نوری در قلب او تابیدن گرفت و عقاید از دست رفته او دوباره بازگشت. این بازگشت از روی تحقیق بود نه از روی تقلید. دکارت در همه چیز، حتی در بدن خود شک کرد، اما در شک کردن خود، شک نکرد. شکِ در شک، دیگر شک نیست و شک از بین می‌رود. فقها می‌گویند خُمس، مخمس نمی‌شود. ادبا می‌گویند جار، مجرور واقع نمی‌شود. او گفت در اینکه در اشیاء شک می‌کنم، شک ندارم. شک کردن یعنی اندیشیدن. تنها چیزی که می‌توانم به آن اعتماد کنم، اندیشیدن است. دکارت گفت: می‌اندیشم پس هستم. (شک دارم پس هستم) غزالی هم دید که سایه او حرکت می‌کند اما چشم او آن را ثابت می‌بیند. سایه، ثابت نیست ولی ما آن را ثابت می‌بینیم. او دریافت که ادراکات حسی دچار خطا می‌شوند و در شرایط مختلف، احکام مختلف صادر می‌کند، لذا نمی‌توان به ادراک حسی خود اعتماد کنم و حکم مطلق به آن تصور کنم. معنی کوجیتوی دکارت این نیست که بگوید می‌اندیشم، پس «اندیشنده هستم» بلکه معتقد است «می‌اندیشم، پس اندیشه هستم» دکارت اصالت را به مِتُد داد و چهره جهان را عوض کرد. عقل از نظر دکارت، مِتُد است. حکما معتقدند: عقل مِتُد نیست، بلکه متدساز است.

## نقد عابدینی
دکتر عابدینی در نقد کوژیتوی دکارت می نویسد: «یکی از اشکالات وارد بر دکارت این است که شکِ در خود، اصولاً منطقی نیست و اینکه دکارت می گوید من این شک را نه یک شک حقیقی که یک شک دستوری می گیرم، هم حرف صحیحی نیست. چون در چیزی که نتوان در آن شک کرد، چگونه می‌توان شک فرضی تصور نمود و سپس بر همان چیز معتقدات یقینی خود را قرار داد؟ وقتی چیزی را انسان بداند، دانستن مجددش -حتی بی زحمت، چه برسد به زحمت و مسیری که دکارت طی کرده- یک کار عبث و بیهوده و تحصیل حاصل و اثبات ثابت و اندوختن اندوخته و خوردن غذای خورده شده‌است و این دور باطل و مصادره به مطلوب و طلبیدن معشوقی که در آغوش است، کاری نابخردانه تلقی می‌شود. به علاوه شک دکارت در همه چیز، طبیعتاً شامل بسیاری از بدیهیات می‌شود و به عنوان نمونه قاعده‌ی امتناع جمع نقیضین و رفع آن‌ها را هم شامل می‌شود. حال آنکه شک در صحت این قضیه و رد کردن آن موجب فقدان نتیجه‌گیری در مسیر دستوری و فرضی دکارت می‌شود. یعنی به دکارتی که می گوید می‌اندیشم پس هستم، باید گفت تو علاوه بر بیان اینکه می‌اندیشی پس هستی، می‌توانی بگویی نمی‌اندیشم پس هستم؛ و از سوی دیگر می‌توانی بگویی هم هستم و هم نیستم.»